# Шлапак Володимир Петрович
Володимир Петрович Шлапак (9 липня 1952, село Паланка Уманського району Черкаської області) — завідувач кафедри лісового господарства Уманського національного університету садівництва, доктор сільськогосподарських наук, професор. Академік Лісівничої академії наук України (ЛАНУ).

## Біографія
Шлапак Володимир Петрович народився 9 липня 1952 року в селі Паланка Уманського району Черкаської області.
У 1975 р. закінчив Українську сільськогосподарську академію (тепер — Національний університет біоресурсів і природокористування України, м. Київ). Спеціальність за дипломом про вищу освіту — «Лісове господарство», кваліфікація — «Інженер лісового господарства».
Протягом 1975—1976 рр. працював в Уманському держлісгоспі помічником лісничого Потаського лісництва, пізніше — помічником лісничого Черкаського спецлісництва (1976—1978 рр.), лісничим Капітанівського лісництва (1978—1982 рр.), головним інженером Звенигородського держлісгоспу (1982—1984 рр.), лісничим Тясминського лісництва (1984—1988 рр.). В період 1988—1999 рр. працював директором Смілянського держлісгоспу. За цей час на землях державного лісового фонду та колективних господарств Черкаської області за його науковими розробками і безпосередньої участі створено лісові культури на площі 1,5 тисячі гектарів. У 1999—2008 рр. працював у Національному дендропарку «Софіївка» спочатку на посаді заступника директора з наукової роботи, а потім головного наукового співробітника.
На даний час професор Шлапак В. П. є завідувачем кафедри лісового господарства Уманського національного університету садівництва.
У 1990 році в лісотехнічній академії м. Санкт-Петербург захистив дисертаційну роботу на здобуття наукового ступеня кандидата сільськогосподарських наук. Доктор сільськогосподарських наук з 1997 р. за спеціальністю 06.03.01 — лісові культури та фітомеліорація. Дисертація захищена у Національному аграрному університеті (тепер — Національний університет біоресурсів і природокористування України, м. Київ), науковий керівник — професор Михайло Гордієнко. Вчене звання професора присвоєно у 2006 р. по кафедрі садово-паркового господарства в Уманському державному аграрному університеті.

## Наукова та педагогічна діяльність
Підготовку фахівців здійснює за напрямом «Лісове та садово-паркове господарство». Викладає навчальні дисципліни «Лісознавство» та «Лісівництво». Науково-педагогічний стаж роботи професора Шлапака В. П. становить 18 років.
Наукові дослідження Шлапака В. П. зосереджені на вирішенні актуальних лісокультурних, лісівничих та садово-паркових проблем. Наукові праці присвячені вивченню впливу чистих та змішаних насаджень сосни звичайної на ґрунти, мікроклімат, трав'янисту рослинність, нагромадження органічного опаду, щільність заселення ґрунтовими безхребетними тваринами, режимові живлення деревних рослин, фізико-хімічним властивостям ґрунту, біологічній стійкості та продуктивності деревостанів на підставі вивчення основних фізіологічних процесів деревних рослин а також інтродукції деревних і чагарникових порід, еволюції органічного світу землі, вивченню біофізики клітини та фізичних явищ у природі.
За роки своєї діяльності вчений видав багато наукової, науково-популярної та навчально-методичної літератури. Серед них:
- Редько Г. И., Шлапак В. П. Черкасский бор: история, лесонасаждения, использование. — К.: Либідь, 1991. — 104 с.
- Шлапак В. П. Лесоводственная оценка агротехнических приемов создания и выращивания культур сосны в Черкасском бору. — Черкассы: РИП «Сіяч», 1992. — 90 с.
- Шлапак В. П. Способы обработки почвы в Черкасском бору. — Черкассы: РИП «Сіяч», 1992. — 80 с.
- Редько Г. І., Шлапак В. П. Корабельні ліси України. — К.: Либідь, 1995. — 336 с.
- Гордієнко М. І., Шлапак В. П. Пристепові бори України: Монографія. — Львів: Престиж Інформ, 1998. — 265 с.
- Шлапак В. П., Логвиненко І. І. Чигиринський бір: Монографія. — Львів: Престиж Інформ, 1999. — 110 с.
- Мороз П. И., Шлапак В. П. Приднепровские песчаные массивы: природные условия и проблем рационального использования: Монография. — Львов: Престиж Информ, 2001. — 265 с.
- Мороз П. І., Шлапак В. П. Основи екології з охороною навколишнього середовища. — Умань: УСГА, 1999. — 100 с.

Загалом науковий доробок професора Шлапака В. П. складають понад 130 наукових, 45 науково-популярних статей та 12 навчально-методичних розробок.
Професор Шлапак В. П. здійснює керівництво аспірантурою та докторантурою з 2000 року. Під його керівництвом захищено три кандидатські дисертації.
Професор Шлапак В. П. є членом спеціалізованої вченої ради в Національному лісотехнічному університеті України (Львів).

## Непрофільні роботи
У соціальних мережах активно обговорювалися непрофільні статті Володимира Шлапака «Рух антиматериї як основа мегауволюції (історії) розвитку органічного світу в Сонячній системі», «Макроеволюція як основа первинного зародження життя і життя на ядерних рівнях Землі», а також «Три форми життя людини на Землі як явище природи». Активісти громадської ініціативи «Дисергейт» стверджують, що на основі астрології, Біблії та випадкового вживання термінів з фізики та генетики автор статей намагається довести, що людина може перейти на новий рівень і жити тисячу років, харчуючись водневою енергією та космічною матерією.